# 🇨🇫
🇨🇫 is een Unicode vlagsequentie emoji die gebruikt wordt als regionale indicator voor Centraal-Afrikaanse Republiek. De meest gebruikelijke weergave is die van de vlag van Centraal-Afrikaanse Republiek, maar op sommige platforms (waaronder Microsoft Windows) ziet men de letters CF.
De vlagsequentie is opgebouwd uit de combinatie van de Regional Indicator Symbols 🇨 (U+1F1E8) en 🇫 (U+1F1EB), tezamen de ISO 3166-1 alpha-2 code CF voor Centraal-Afrikaanse Republiek vormend.
Deze emoji is in 2010 geïntroduceerd met de Unicode 6.0-standaard.

## Gebruik

De landsvlag van Centraal-Afrikaanse Republiek

Deze emoji wordt gebruikt als regionale aanduiding van Centraal-Afrikaanse Republiek.

## Codering

De Emoji One-implementatie

### Unicode
In Unicode vindt men de 🇨🇫 met de codesequentie U+1F1E8 U+1F1EB (hex).

### Shortcode
Er zijn shortcodes  voor 🇨🇫; in Github kan deze opgeroepen worden met :central_african_republic:,  in Slack kan het karakter worden opgeroepen met de code :flag-cf:.